# Порошин, Виктор Степанович
Виктор Степанович Порошин (1811—1868) — русский экономист, переводчик и педагог.

## Биография
Виктор Порошин родился в 1811 году, происходил из древнего дворянского Новгородского рода; он был сыном Степана Ивановича Порошина, который служил одно время в Преображенском полку, а затем поселился в своем Симбирском поместье и вступил в 1810 году в брак с Анной Николаевной Ланской, мать которой, Анна Петровна, урожденная графиня Тормасова, предложила ему переселиться в большое имение, назначенное ей в приданое дочери, близ Брест-Литовска. Порошин согласился на это, но, прожив в деревне около двух лет, переехал обратно в Санкт-Петербург для воспитания своего сына Виктора, который родился 6 (18) февраля 1811 года в Петербурге.
Получив домашнее образование, он был определён в Санкт-Петербургское высшее училище, по окончании которого в 1828 году, поступил в Дерптский университет. По окончании университета в сентябре 1832 года, он по результатам экзаменов удостоился звания кандидата философских наук.
Имея призвание к педагогической деятельности, Порошин поступил в Профессорский институт, где блестяще выдержал экзамен и был отправлен, в феврале 1833 года, «для дальнейшего усовершенствования в науках», за границу. После возвращения в 1835 году, он был назначен (7 августа 1835 года) профессором в Петербургский университет по кафедрам политической экономии и статистики.
В 1839 году за представленную диссертацию «Критическое исследование об основании статистики» В. С. Порошин удостоился степени доктора философии (16 января) и вскоре после этого (15 февраля 1839 года) был утвержден экстраординарным профессором.
Официально он читал политическую экономию по сочинению Шторха, а статистику — по Гакелю, замененному впоследствии Шубертом. Но Порошин, при своей обширной начитанности, знакомил слушателей со множеством других вопросов, соприкасавшихся с главным содержанием его лекции, и обращал внимание студентов на возникавшие в то время в западной Европе учения социалистических школ в сфере политической экономии. Несмотря на полное отсутствие красноречия, он вскоре сделался для студентов любимейшим из профессоров, благодаря разнообразности своего образования, гуманистическим тенденциям, а главное — благородству своего характера. По словам П. А. Плетнева, студенты привыкли приходить в аудиторию Порошина с приятным ожиданием услышать что-нибудь научно любопытное и выходить оттуда с новыми мыслями, каждый раз глубоко обдуманными и полными многоразличного приложения к общественной жизни.
Съездив в 1842 году в очередной раз за границу, В. Порошин продолжал читать лекции до 1847 года, когда, по домашним обстоятельствам, оставил университет и службу. По словам И. И. Давыдова, «увольнение П. загадочное. Кажется, причины не важные; более всего действовало удальство. Он имеет независимое состояние — и следовательно смотрит на службу по-барски». Выход Порошина в отставку объясняют также конфликтом, которую он имел с попечителем округа М. Н. Мусиным-Пушкиным. Порошин как-то опоздал на лекцию и находившийся в то время в здании университета Мусин-Пушкин сделал ему замечание и приказал ректору оштрафовать его за неаккуратность вычетом из получаемого жалованья. Хотя это и не представилось возможным исполнить, так как Порошин жертвовал получаемое им жалованье на университетскую библиотеку, тем не менее он обиделся и на другой же день подал просьбу об отставке.
Покинув университет, Виктор Степанович Порошин неутомимо занимался любимыми науками и писал о всех крупных явлениях в экономическом и политическом быте России. Так, кроме речи, произнесенной им на акте университета в 1846 году, о земледелии в политико-экономическом отношении (напечатана в «ЖМНП», 1846 г., № 6), П. в 1847 году напечатал в «Записках Императорского географического общества» статью о средствах к определению климата. По части политической экономии он перевел (СПб. 1842) популярное изложение этой науки, сделанное Менье, под заглавием «Беседы дяди с племянником о политической экономии», и издал небольшое по объему исследование «О земледелии в политико-экономическом отношении» (СПб. 1849).
Отец Порошина обладал богатой библиотекой, принадлежавшей некогда его деду по матери Ланскому; эта библиотека, которая создавала немало затруднений при переездах, была им назначена в продажу, на которую явились книжные торговцы и, купив ее оптом, стали уже укладывать в ящики и тюки, как пришел Виктор Степанович; он глубоко возмутился подобной продажей и, просматривая запроданные книги и бумаги, обратил внимание на три тетради в темном бумажном переплете, с заглавием «Записки Семена Порошина». Букинист не придавал этим тетрадям никакого значения, и Виктор Степанович Порошин взял их с его согласия. Эти тетради, как оказалось, заключали в себе известные записки деда его, Семёна Андреевича Порошина, состоявшего при великом князе Павле Петровиче. Порошин издал их с столице в 1844 году.
В 1854 году он опубликовал «Сельскую летопись, или сборник, могущий служить к определению климата России».
В 1856 году, при возникшем крестьянском вопросе, Порошин написал (СПб. 1856) обратившую на себя большое внимание брошюру «Дворяне-благотворители. Сказание В. С. Порошина».
В 1857 году он напечатал исследование «О бездействующем избытке производительных сил».
Находясь затем за границей, в 1860—1861 году, он издал в Париже две небольшие книжки на французском языке под заглавием «Régénération sociale de la Russie» (1860) и «Solution pratique de la question des paysans en Russie» (1861), в которых, как владелец нескольких имений в разных губерниях, излагал свои соображения о главных началах крестьянской реформы.
Когда, немного позднее, возник польский вопрос, Порошин выступил с брошюрой «Une nationalité contestée» (1862. Paris).
Высказанное французским экономистом Воловским в 1864 году мнение о русских финансах побудило Порошина выступить с опровержением, которое изложено им в книге «Les ressources naturelles de la Russie». Законодательные реформы по устройству быта крестьян в губерниях Царства Польского, неправильно понятые некоторыми публицистами, в особенности французом Гарнье, дали Порошину повод в любопытной полемике с ним в «Journal des économistes».
В 1864 году Порошин прибыл по своим домашним делам в Санкт-Петербург. Совет Петербургского университета воспользовался его прибытием и предложил ему принять на себя кафедру финансового права, и когда Порошин согласился, то был избран Советом ординарным профессором и утвержден в этом звании Министром народного просвещения Российской империи. Но уже в 1865 году В. С. Порошин отказался от кафедры, опять уехал в Париж.
Порошин ещё со времен дерптского студенчества жил особняком; товарищи его не посещали, и он сам ни к кому не ходил. Будучи профессором, он вел ту же жизнь студента, помещался в одной комнате, заваленной книгами, и вел жизнь самую простую. Театров и общества он не посещал, бывал только у П. А. Плетнева и своего родственника — князя Владимира Фёдоровича Одоевского. Проведя целый день за книгами, он позволял себе единственное развлечение — пешком ходить на Васильевский Остров к своей матери, после чего возвращался в свою комнату, к книгам.
В Париже в 1842 году он женился на француженке девице Huet, племяннице одного парижского академика. Вернувшись в Россию, Порошин привез с собой и свою жену, которая сопровождала его и в деревню, куда он перебрался в 1852 году, намереваясь заняться практически хозяйством в большом своем имении под Брестом, где насчитывалось около 16 тысяч десятин земли и около тысячи душ крестьян. В этой местности все находилось в руках евреев, а поляки, в то время, косо посматривали на всякого русского. Порошин горячо принялся за хозяйство, но потерпел полнейшую неудачу. После трех лет всякого рода мучений и терзаний он сумел удачно продать свое имение, и затем, покинув Россию, поселился близ Парижа.
В последние годы пребывания в Париже Порошин напечатал в «Вестнике Европы» 1866 года (том II, стр. 92 и сл.) сообщение о только что вышедшем первом томе сочинения Лакруа (Библиофила Жакоба): «История жизни и царствования российского Императора Николая I», охватывающем годы детства и молодости Николая I до взятия Парижа союзными войсками в 1814 году. Кроме того, ко дню столетнего юбилея Карамзина Порошин перевел на французский язык и напечатал «Письма русского путешественника во Францию, Германию и Швейцарию» и снабдил их необходимыми примечаниями и биографическим очерком жизни Карамзина («Lettres d'un voyageur russe en France, eu Allemagne et en Suisse en 1789—1790, traduites de russe et accompagnées de notes et d'une notice biographique sur l'auteur». Paris. Mellier. 1867). Кроме того, Николай Иванович Тургенев поместил в «Русском архиве» 1867 года (№ 7-й) письма Ивана Ивановича Дмитриева к Александру Ивановичу Тургеневу в списках, снятых В. С. Порошиным, и с некоторыми его примечаниями при письмах. Сверх перечисленных работ, Порошину принадлежит книга «Nos questions russes». (P. 1865) и «Картина Бразилии» — («Современник» 1839 г., том XIII).
Виктор Степанович Порошин умер 4 (16) марта 1868 года в Париже.

## Сочинения
- Дворяне-благотворители : Сказание В. С. Порошина Архивная копия от 5 июля 2019 на Wayback Machine. — Санкт-Петербург, 1856. — 116 с.